# The Point Men
Pour plus de détails, voir Fiche technique et Distribution.
The Point Men est un film britannique réalisé par John Glen en 2001

## Synopsis
Une équipe de la légion étrangère israélienne élimine les membres d'un groupe de terroristes palestiniens dirigés par un leader particulièrement dangereux, Amar Kamil. Au moment où ils parviennent à l'avoir dans leur collimateur, cela se révèle un piège, dont le filet va petit à petit se resserrer sur eux. Mais ce terroriste qui les assassine un à un pour se venger est lui-même épaulé par un réseau de mafia russe constitué d'anciens officiers du KGB qui ne voit pas d'un très bon œil la dilapidation des fonds confié et réclame l'exécution d'une mission qui va le conduire à devoir tuer son demi-frère pour compromettre le processus de paix.

## Fiche technique
- Titre : (The) Point Men, au Canada Point de Mire
- Réalisation : John Glen
- Scénario : Ripley Highsmith d'après le roman  The Heat of Ramadan de Steven Hartov
- Production : Sterling Belefant, Pascal Borno, Luca Brenna, Liesl Copland, Olivier Granier, Colette D. Johnson, Silvio Muraglia, Avi Nesher, Tom Reeve, Romain Schroeder pour Conquistador Entertainment & The Carousel Picture Company S.A.
- Musique : Gast Waltzing
- Photographie : Alec Mills
- Durée : USA : 90 min (DVD) / Argentine : 100 min / Russie : 88 min
- Pays de production :  Royaume-Uni,  France,  Luxembourg
- Langue : anglais
- Couleur : couleur
- Son : Dolby SR
- Film interdit aux moins de 12 ans
- Dates de sortie : 
  - Hongrie : 2001[1]
  - France : 11 juin 2003[1]

## Distribution
- Christophe Lambert : Tony Eckhardt
- Kerry Fox : Maddy Hope
- Vincent Regan : Amar Kamil
- Cal MacAninch : Horst
- Nicolas de Pruyssenaere : Peter Hauser
- Donald Sumpter : Benni Baum
- Maryam d'Abo : Francie Koln
- Oliver Haden (en) : George Masoud
- Hendrick Haese : Rainer Luckman
- William Armstrong : Harry Weber
- Martin Siegel : Gen. Ben-Zion
- Marco Maes : Nabil
- Patrick Hastert : Thomas Skorzeny
- Peronella van Kastel : infirmière de nuit